# 100 Classic Book Collection
100 Classic Book Collection, conocida en América del Norte como 100 Classic Books, es una colección de libros electrónicos desarrollada por Genius Sonority y publicada por Nintendo y lanzada para el Nintendo DS. Salió por primera vez en Europa en diciembre de 2008, más tarde se lanzó en Australia en enero de 2009 y en América del Norte en junio de 2010. El juego incluye cien obras de literatura que están en el dominio público.
Genius Sonority había lanzado previamente una colección similar de libros en Japón, bajo el título DS Bungaku Zenshuu, en octubre de 2007. Una versión más pequeña de la colección que consta de 20 libros, bajo el título Chotto DS Bungaku Zenshu: Sekai no Bungaku 20, se lanzó en Japón como una aplicación descargable de DSiWare en febrero de 2009.

## Características
100 Classic Book Collection presenta cien libros; entre estos se encuentra Othello de William Shakespeare, Oliver Twist de Charles Dickens y The Phantom of the Opera de Gaston Leroux. Libros adicionales estaban disponibles para descargar a través de la Conexión Wi-Fi de Nintendo hasta la interrupción del servicio el 20 de mayo de 2014.
Para usar el juego, se requiere que se sostenga el DS como un libro. Se puede ajustar el tamaño del texto y cambiar la música de fondo que se escucha mientras lee. El marcador permite al jugador marcar su lugar en el libro, así como reanudar desde ese punto al reiniciar el juego. El juego también ofrece una función de búsqueda de libros con varias categorías, incluyendo género, autor y duración. Además, los jugadores pueden ver introducciones de los libros y leer sobre los propios autores.  Un cuestionario de personalidad del jugador recomienda ciertas novelas dependiendo de las respuestas dadas. Los jugadores también pueden enviar "versiones de prueba" del juego a otros usuarios de DS a través del Wi-Fi local.  

### Lista de libros incluidos

#### Europa/Australia
| Title                                     | Author                      |
| ----------------------------------------- | --------------------------- |
| Little Women                              | Louisa May Alcott           |
| Pride and Prejudice                       | Jane Austen                 |
| Mansfield Park                            | Jane Austen                 |
| Emma                                      | Jane Austen                 |
| Persuasion                                | Jane Austen                 |
| Sense and Sensibility                     | Jane Austen                 |
| Lorna Doone                               | R. D. Blackmore             |
| Uncle Tom's Cabin                         | Harriet Beecher Stowe       |
| The Tenant of Wildfell Hall               | Anne Brontë                 |
| Jane Eyre                                 | Charlotte Brontë            |
| Shirley                                   | Charlotte Brontë            |
| Villette                                  | Charlotte Brontë            |
| The Professor                             | Charlotte Brontë            |
| Wuthering Heights                         | Emily Brontë                |
| Pilgrim's Progress                        | John Bunyan                 |
| The Secret Garden                         | Frances Hodgson Burnett     |
| Little Lord Fauntleroy                    | Frances Hodgson Burnett     |
| Alice's Adventures in Wonderland          | Lewis Carroll               |
| Through the Looking-Glass                 | Lewis Carroll               |
| The Woman in White                        | Wilkie Collins              |
| The Moonstone                             | Wilkie Collins              |
| The Adventures of Pinocchio               | Carlo Collodi               |
| Lord Jim                                  | Joseph Conrad               |
| What Katy Did                             | Susan Coolidge              |
| The Last of the Mohicans                  | James Fenimore Cooper       |
| Robinson Crusoe                           | Daniel Defoe                |
| The Adventures of Sherlock Holmes         | Arthur Conan Doyle          |
| The Casebook of Sherlock Holmes           | Arthur Conan Doyle          |
| Bleak House                               | Charles Dickens             |
| Barnaby Rudge                             | Charles Dickens             |
| A Christmas Carol                         | Charles Dickens             |
| David Copperfield                         | Charles Dickens             |
| Dombey and Son                            | Charles Dickens             |
| Great Expectations                        | Charles Dickens             |
| Hard Times                                | Charles Dickens             |
| Martin Chuzzlewit                         | Charles Dickens             |
| Nicholas Nickleby                         | Charles Dickens             |
| The Old Curiosity Shop                    | Charles Dickens             |
| Oliver Twist                              | Charles Dickens             |
| The Pickwick Papers                       | Charles Dickens             |
| A Tale of Two Cities                      | Charles Dickens             |
| The Count of Monte Cristo                 | Alexandre Dumas             |
| The Three Musketeers                      | Alexandre Dumas             |
| Adam Bede                                 | George Eliot                |
| The Mill on the Floss                     | George Eliot                |
| Middlemarch                               | George Eliot                |
| King Solomon's Mines                      | Henry Rider Haggard         |
| Far From The Madding Crowd                | Thomas Hardy                |
| Under the Greenwood Tree                  | Thomas Hardy                |
| Tess of the d'Urbervilles                 | Thomas Hardy                |
| The Mayor Of Casterbridge                 | Thomas Hardy                |
| The Scarlet Letter                        | Nathaniel Hawthorne         |
| Les Misérables                            | Victor Hugo                 |
| The Hunchback of Notre-Dame               | Victor Hugo                 |
| The Sketch Book of Geoffrey Crayon, Gent. | Washington Irving           |
| Westward Ho!                              | Charles Kingsley            |
| Sons and Lovers                           | D.H. Lawrence               |
| The Phantom Of The Opera                  | Gaston Leroux               |
| The Call of the Wild                      | Jack London                 |
| White Fang                                | Jack London                 |
| Moby Dick                                 | Herman Melville             |
| Tales of Mystery & Imagination            | Edgar Allan Poe             |
| Ivanhoe                                   | Sir Walter Scott            |
| Rob Roy                                   | Sir Walter Scott            |
| Waverley                                  | Sir Walter Scott            |
| Black Beauty                              | Anna Sewell                 |
| All's Well That Ends Well                 | William Shakespeare         |
| Anthony and Cleopatra                     | William Shakespeare         |
| As You Like It                            | William Shakespeare         |
| The Comedy of Errors                      | William Shakespeare         |
| Hamlet                                    | William Shakespeare         |
| Henry V                                   | William Shakespeare         |
| Julius Caesar                             | William Shakespeare         |
| King Lear                                 | William Shakespeare         |
| Love's Labours Lost                       | William Shakespeare         |
| Macbeth                                   | William Shakespeare         |
| The Merchant of Venice                    | William Shakespeare         |
| A Midsummer Night's Dream                 | William Shakespeare         |
| Much Ado About Nothing                    | William Shakespeare         |
| Othello, The Moor of Venice               | William Shakespeare         |
| Richard III                               | William Shakespeare         |
| The Tempest                               | William Shakespeare         |
| Timon of Athens                           | William Shakespeare         |
| Twelfth Night                             | William Shakespeare         |
| The Winter's Tale                         | William Shakespeare         |
| Titus Andronicus                          | William Shakespeare         |
| The Taming Of The Shrew                   | William Shakespeare         |
| Romeo And Juliet                          | William Shakespeare         |
| Treasure Island                           | Robert Louis Stevenson      |
| Strange Case of Dr Jekyll and Mr Hyde     | Robert Louis Stevenson      |
| Kidnapped                                 | Robert Louis Stevenson      |
| Gulliver's Travels                        | Jonathan Swift              |
| Vanity Fair                               | William Makepeace Thackeray |
| Barchester Towers                         | Anthony Trollope            |
| The Adventures of Tom Sawyer              | Mark Twain                  |
| Adventures of Huckleberry Finn            | Mark Twain                  |
| Around the World in Eighty Days           | Jules Verne                 |
| 20,000 Leagues Under the Sea              | Jules Verne                 |
| The Picture of Dorian Gray                | Oscar Wilde                 |
| The Importance of Being Earnest           | Oscar Wilde                 |

#### Norteamérica
| Title                                                    | Author                                |
| -------------------------------------------------------- | ------------------------------------- |
| Little Women                                             | Louisa May Alcott                     |
| Emma                                                     | Jane Austen                           |
| Pride and Prejudice                                      | Jane Austen                           |
| Sense and Sensibility                                    | Jane Austen                           |
| The Wonderful Wizard of Oz                               | L. Frank Baum                         |
| Lorna Doone                                              | R. D. Blackmore                       |
| Jane Eyre                                                | Charlotte Brontë                      |
| Wuthering Heights                                        | Emily Brontë                          |
| Little Lord Fauntleroy                                   | Frances Hodgson Burnett               |
| The Secret Garden                                        | Frances Hodgson Burnett               |
| Tales from the Arabian Nights                            | Richard Francis Burton                |
| Alice's Adventures in Wonderland                         | Lewis Carroll                         |
| Through the Looking-Glass                                | Lewis Carroll                         |
| Don Quixote of La Mancha                                 | Miguel de Cervantes Saavedra          |
| The Man Who Was Thursday                                 | G.K. Chesterton                       |
| The Napoleon of Notting Hill                             | G.K. Chesterton                       |
| The Awakening                                            | Kate Chopin                           |
| The Moonstone                                            | Wilkie Collins                        |
| The Woman in White                                       | Wilkie Collins                        |
| Heart of Darkness                                        | Joseph Conrad                         |
| Lord Jim                                                 | Joseph Conrad                         |
| The Deerslayer                                           | James Fenimore Cooper                 |
| The Last of the Mohicans                                 | James Fenimore Cooper                 |
| The Red Badge of Courage                                 | Stephen Crane                         |
| The Fortunes and Misfortunes of the Famous Moll Flanders | Daniel Defoe                          |
| Robinson Crusoe                                          | Daniel Defoe                          |
| Bleak House                                              | Charles Dickens                       |
| A Christmas Carol                                        | Charles Dickens                       |
| David Copperfield                                        | Charles Dickens                       |
| Great Expectations                                       | Charles Dickens                       |
| Oliver Twist                                             | Charles Dickens                       |
| A Tale of Two Cities                                     | Charles Dickens                       |
| The Brothers Karamazov                                   | Fyodor Dostoyevsky                    |
| Crime and Punishment                                     | Fyodor Dostoyevsky                    |
| The Adventures of Sherlock Holmes                        | Arthur Conan Doyle                    |
| The Hound of the Baskervilles                            | Arthur Conan Doyle                    |
| The Count of Monte Cristo                                | Alexandre Dumas                       |
| The Man in the Iron Mask                                 | Alexandre Dumas                       |
| Middlemarch                                              | George Eliot                          |
| Silas Marner                                             | George Eliot                          |
| The Diary of a Nobody                                    | George Grossmith and Weedon Grossmith |
| Allan Quatermain                                         | Henry Rider Haggard                   |
| King Solomon's Mines                                     | Henry Rider Haggard                   |
| Far from the Madding Crowd                               | Thomas Hardy                          |
| Tess of the D'Urbervilles                                | Thomas Hardy                          |
| The Scarlet Letter                                       | Nathaniel Hawthorne                   |
| Tanglewood Tales for Girls and Boys                      | Nathaniel Hawthorne                   |
| A Wonder-Book for Girls and Boys                         | Nathaniel Hawthorne                   |
| The Four Million                                         | O. Henry                              |
| The Odyssey                                              | Homer                                 |
| The Prisoner of Zenda                                    | Anthony Hope                          |
| The Hunchback of Notre-Dame                              | Victor Hugo                           |
| Les Misérables                                           | Victor Hugo                           |
| The Sketch Book of Geoffrey Crayon, Gent.                | Washington Irving                     |
| The Aspern Papers                                        | Henry James                           |
| The Turn of the Screw                                    | Henry James                           |
| The Jungle Book                                          | Rudyard Kipling                       |
| Kim                                                      | Rudyard Kipling                       |
| The Man Who Would Be King                                | Rudyard Kipling                       |
| The Phantom of the Opera                                 | Gaston Leroux                         |
| The Call of the Wild                                     | Jack London                           |
| White Fang                                               | Jack London                           |
| The Princess and Curdie                                  | George MacDonald                      |
| The Princess and the Goblin                              | George MacDonald                      |
| The Prince                                               | Niccolò Machiavelli                   |
| Moby Dick                                                | Herman Melville                       |
| Utopia                                                   | Thomas More                           |
| Rights of Man                                            | Thomas Paine                          |
| Tales of Mystery & Imagination                           | Edgar Allan Poe                       |
| Ivanhoe                                                  | Sir Walter Scott                      |
| Waverley                                                 | Sir Walter Scott                      |
| Black Beauty                                             | Anna Sewell                           |
| Hamlet                                                   | William Shakespeare                   |
| King Lear                                                | William Shakespeare                   |
| MacBeth                                                  | William Shakespeare                   |
| A Midsummer Night's Dream                                | William Shakespeare                   |
| Othello, The Moor of Venice                              | William Shakespeare                   |
| Romeo and Juliet                                         | William Shakespeare                   |
| The Taming of the Shrew                                  | William Shakespeare                   |
| The Tempest                                              | William Shakespeare                   |
| Frankenstein                                             | Mary Shelley                          |
| Strange Case of Dr Jekyll and Mr Hyde                    | Robert Louis Stevenson                |
| Kidnapped                                                | Robert Louis Stevenson                |
| Dracula                                                  | Bram Stoker                           |
| Uncle Tom's Cabin                                        | Harriet Beecher Stowe                 |
| Gulliver's Travels                                       | Jonathan Swift                        |
| Vanity Fair                                              | William Makepeace Thackeray           |
| Walden                                                   | Henry David Thoreau                   |
| Anna Karenina                                            | Leo Tolstoy                           |
| War and Peace                                            | Leo Tolstoy                           |
| Barchester Towers                                        | Anthony Trollope                      |
| Adventures of Huckleberry Finn                           | Mark Twain                            |
| The Adventures of Tom Sawyer                             | Mark Twain                            |
| A Connecticut Yankee in King Arthur's Court              | Mark Twain                            |
| Journey to the Center of the Earth                       | Jules Verne                           |
| 20,000 Leagues Under the Sea                             | Jules Verne                           |
| The Time Machine                                         | H.G. Wells                            |
| The Age of Innocence                                     | Edith Wharton                         |
| The Importance of Being Earnest                          | Oscar Wilde                           |
| The Picture of Dorian Gray                               | Oscar Wilde                           |

### Lista de libros descargables adicionales

#### Europa / Australia
| Title                      | Author                 |
| -------------------------- | ---------------------- |
| Northanger Abbey           | Jane Austen            |
| Agnes Grey                 | Anne Brontë            |
| What Katy Did At School    | Susan Coolidge         |
| Silas Marner               | George Eliot           |
| Cranford                   | Elizabeth Gaskell      |
| The Aspern Papers          | Henry James            |
| The Turn of the Screw      | Henry James            |
| The Water Babies           | Charles Kingsley       |
| The Merry Wives of Windsor | William Shakespeare    |
| The Black Arrow            | Robert Louis Stevenson |

#### Norteamérica
| Title                                               | Author                 |
| --------------------------------------------------- | ---------------------- |
| The Secret Agent                                    | Joseph Conrad          |
| Nicholas Nickleby                                   | Charles Dickens        |
| Bleak House                                         | Charles Dickens        |
| Just So Stories                                     | Rudyard Kipling        |
| Twelfth Night                                       | William Shakespeare    |
| The Life and Opinions of Tristram Shandy, Gentleman | Laurence Sterne        |
| Treasure Island                                     | Robert Louis Stevenson |
| The Prince and the Pauper                           | Mark Twain             |
| Around the World in Eighty Days                     | Jules Verne            |
| The Happy Prince and Other Stories                  | Oscar Wilde            |

#### Francia
| Title                     | Author          |
| ------------------------- | --------------- |
| Eugénie Grandet           | Balzac          |
| Le Petit Chose            | Alphonse Daudet |
| Trois contes              | Flaubert        |
| Claude Gueux              | Victor Hugo     |
| Ramuntcho                 | Pierre Loti     |
| Le Horla                  | Maupassant      |
| La Vénus d'Ille           | Mérimée         |
| La Petite Fadette         | George Sand     |
| Les révoltés de la Bounty | Jules Verne     |
| Micromégas                | Voltaire        |

## Recepción
100 Classic Book Collection debutó en las listas de ventas del Reino Unido en el número 17 durante su semana de lanzamiento, y subió al número 8 la semana siguiente.
El contenido del juego fue bien recibido, pero los críticos consideraron que el DS no era una plataforma adecuada. Antes de la llegada de Kindle, el periódico The Guardian revisó el juego como parte de la "moda pasajera" de los lectores electrónicos, criticándolo por no ser muy interesante y ser algo impersonal, pero reconoció que era un buen valor por su precio. La revista Eurogamer criticó a Nintendo por usar solo textos que no estaban protegidos por derechos de autor y por no gastar más para los clásicos modernos. También encontró que el texto era difícil de leer debido al tamaño de la pantalla, con guiones inútiles, un número bajo de palabras por página y animaciones distractoras. El periódico Telegraph también mencionó que el juego ofrecía una buena relación calidad-precio, pero a su vez criticó el tamaño de la pantalla.